# Saint-Georges-sur-Loire
Saint-Georges-sur-Loire település Franciaországban, Maine-et-Loire megyében. Lakosainak száma 3787 fő (2022. január 1.). Saint-Georges-sur-Loire Chalonnes-sur-Loire, La Possonnière, Saint-Augustin-des-Bois, Saint-Germain-des-Prés, Saint-Martin-du-Fouilloux és Savennières községekkel határos.

## Népesség
A település népessége az elmúlt években az alábbi módon változott:
| Lakosok száma | 2001 | 3015 | 3101 | 3212 | 3529 | 3531 | 3610 | 3665 | 3706 | 3787 |
|               | 1968 | 1982 | 1990 | 2006 | 2013 | 2015 | 2017 | 2019 | 2020 | 2022 |